# Drunken Sailor
"Drunken Sailor", også kendt som "What Shall We Do with a/the Drunken Sailor?" eller "Up She Rises", er en traditionel sømandsvise, der har nr 322 på Roud Folk Song Index. Den blev sunget ombord på skibe i hvert fald så tidligt som 1830'erne.
Sangens tekst varierer, men består normalt af en variant af spørgsmålet, "What shall we do with a drunken sailor, early in the morning?" ("hvad skal vi gøre med den fulde sømand tidligt om morgenen"). I nogle udgaver bliver hvert bliver der foreslået en ny metode til at få gjort sømanden ædru eller straffe ham. I andre udgaver bliver spørgsmålet stillet og svaret på af forskellige personer.
"Drunken Sailor" blev genoplivet som en popullræ sang blandt ikke-sejlere i 1900-tallet, og belev en af de bedst kendte sømandsviser blandt den brede befolkning. Den er blevet indspillet af mange musikere og optræder regelmæssigt i populærkulturen.

## Indspilninger
Sangen er blevet indspillet under mange titler af en række forskellige kunstnere, der bl.a. tæller Black Lagoon, The King's Singers, Pete Seeger, The Blaggards, U.K. Subs, The Bolokos, Malinda Kathleen Reese, Nathan Evans og The Irish Rovers.
I over 50 år har Irish Rovers spillet sangen som deres sidste nummer ved koncerter. Adskillige indspilninger af sangen, nogle gange under navnet "Weigh, Hey and up She Rises", er gået viralt på YouTube. Som svar på dette udgav bandet i 2012 albummet Drunken Sailor, der inkluderer nummeret og en forhistorie, der foræller om den fulde sømands liv kaldet "Whores and Hounds".
Don Janse producerede et arrangement i begyndelsen af 1960'erne, der inkluderede adskillige musikantologier. Arrangementet blev indspillet af The Idlers, og blev udført af flere grupper over årene, inklusive the Yale Alley Cats.
Pere Ubus 1978 sang "Caligari's Mirror" er en post-punk-udgave af "Drunken Sailor".
Den irske popgruppe Gina, Dale Haze and the Champions udgav en discoversion af sangen i 1981, der kom i top 20 på Irish Singles Chart.
Melodien blev brugt af NFL Films-komponisten Sam Spence til nummeret "Up as She Rises".
I Ringo Starrs udgave af "You're Sixteen", Starr is heard singing the chorus of the song in the fade at the end.
I filmen Fisherman's Friends (2019) synger den corniske musikgruppe Fisherman's Friends sangen. Den bliver også brugt til rulleteksterne.

## Tekst
Omkvæd:
Weigh heigh and up she rises (/Hoo-ray and up she rises)
Weigh heigh and up she rises (/Patent blocks of different sizes)
Weigh heigh and up she rises
Early in the morning
Traditionelle vers:
What shall we do with a drunken sailor,
What shall we do with a drunken sailor,
What shall we do with a drunken sailor,
Early in the morning?
Put/chuck him in the long boat 'til he's sober.
Put him in the long-boat and make him bail her.
What shall we do with a drunken soldier?
Put/lock him in the guard room 'til he gets sober.
Put him in the scuppers with a hosepipe on him.
Pull out the plug and wet him all over.
Tie him to the taffrail when she's yardarm under
Heave him by the leg in a runnin' bowline.
Scrape the hair off his chest with a hoop-iron razor.
Give 'im a dose of salt and water.
Stick on his back a mustard plaster.
Keep him there and make 'im bail 'er.
Give 'im a taste of the bosun's rope-end.
What'll we do with a Limejuice skipper?
Soak him in oil till he sprouts a flipper.
What shall we do with the Queen o' Sheba?
What shall we do with the Virgin Mary?
Yderligere vers:
Tie him to the mast and then you flog him.
Keel haul him till he's sober.
Shave his chin with a rusty razor.
Beat 'im o'r wi' a cat-o-nine-tails.
Shave his belly with a rusty razor.
Give 'im a hair of the dog that bit him.
Put: him in the bilge and make him drink it.
Put him in bed with the captain's daughter.
There she goes, swingin in the riggins
Hit him on the head with a drunken soldier
Put him in the back of a paddy wagon (Great Big Sea)
Take him to the pub and get him drunker
Have you seen the Captain's Daughter? (forskellige)
Parodivers:
Put him at the wheel of an Exxon tanker. (eller "make him captain of")
- En almindelig parodi med reference til 1989 Exxon Valdez-miljøkatastrofen.

Book him a room at the Tailhook Convention.
- Reference til Tailhookskandalen i 1991.

Make him sing in an Irish Rock band (Sevon Rings)
Lock him in a room with disco music (Schooner Fare – Finnegan's Wake)
Don't let him drive/steer/near that cargo freighter.
- Reference til Grundstødningen af Ever Giveni 2011.

Sidste vers:
That's what we do with the drunken sailor.